# To Know Him Is to Love Him
To Know Him Is to Love Him is een lied geschreven door Phil Spector. Spector baseerde zijn lied op het grafschrift op de zerk van zijn vader: "To know him was to love him".
Nadat Spector het zelf had opgenomen als The Teddy Bears, verschenen al snel versies van Cathy Carr, Joyce Blair en Grethe Ingmann. Daarna volgden onder meer Nancy Sinatra, The Beatles, Jody Miller (countrymuziekversie), Bobby Vinton, Dolly Parton samen met Linda Ronstadt en Emmylou Harris tot Amy Winehouse. Peter & Gordon maakten een eigen versie onder To know you is to love you. The Beatles deden dat met ook met To know her is to love her. Ze speelden het tijdens hun niet succesvolle auditie bij Decca. Een live-uitvoering staat op Live at the BBC. John Lennon nam het in 1973 ook nog op onder de oorspronkelijke titel op. Lennons versie verscheen pas in 1986 postuum op het album Menlove Ave..

## The Teddy Bears
De eersten die het opnamen waren The Teddy Bears, een groep zangers waar Phil Spector deel van uitmaakte (zijn enige lidmaatschap van een groep). Spector zong mee en speelde gitaar. Zij namen het lied op in lente/zomer 1958, samen met wat uiteindelijke de B-kant zou worden. Zij hadden net hun eerste contract gekregen bij Doré. Het was niet direct een succes. Dore had de eerste 500 exemplaren rondgezonden, maar kregen nauwelijks respons. In september wordt het liedje opgepakt en ineens begon de kassa te rinkelen. Met een optreden in American Bandstand op 29 oktober 1958 begon een zegetocht. Deze oerversie wist voor drie weken de nummer 1-positie te bemachtigen in de Billboard Hot 100, alwaar het 23 weken in stond. In december 1958 besteeg het plaatje ook de Britse hitparade, alwaar het in zestien weken de tweede plaats haalde. Nederland en België hadden nog geen hitparade.

## Peter & Gordon
Peter & Gordons versie kwam in 1965 op de markt. Het werd meegenomen op de elpee True love ways, die alleen in de Verenigde Staten werd uitgebracht. Zij scoorden in het Verenigd Koninkrijk een top-10 hit met 10 weken notering en een vijfde als hoogste notering. In de Verenigde Staten haalden ze de 24e plaats. Deze versie verkocht ook in Nederland redelijk, gezien de Nederlandse Top 40, en ze haalden er de Top 2000 mee.
Notering in de Nederlandse Top 40
| Positie: | 32 | 27 | 23 | 20 | 24 | 37 | 38 | uit |

NPO Radio 2 Top 2000
To Know You Is to Love You stond alleen in 1999 in de NPO Radio 2 Top 2000, op plek 1964.

## Bobby Vinton
Bobby Vinton had met zijn versie een mager succes in de Verenigde Staten. Een 34e plaats in zeven weken notering was zijn lot.

## Parton, Ronstadt en Harris
Dolly Parton, Linda Ronstadt en Emmylou Harris namen het op voor hun gezamenlijke album Trio uit 1987. Ze haalde daarmee de eerste plaats in de Billboard Countrylijst. In Nederland werd die versie ook een klein succes. Ze haalden de Single Top 100 voor acht weken met hoogste plaats 62.
Notering in de Single Top 100
| Positie: | 84 | 84 | 78 | 62 | 64 | 75 | 85 | 94 | uit |

## Andere versies
De versie van Amy Winehouse bracht waarschijnlijk ook wat royalty's op. Haar single You Know I'm No Good ging in sommige landen gepaard met de B-kant To Know Him Is to Love Him. In minstens Engeland, Duitsland, Oostenrijk en Zwitserland kwam die versie uit.
De Nederlandse zanger Albert West nam het samen met de Ierse zangeres Dana Scallon op voor zijn album To Know Him Is to Love Him, zij gebruikten de titel van Peter & Gordon.
In 1980 vormde het nummer een medley met Maybe en werd het door Patricia Paay onder de laatste titel op een single uitgebracht. De single single belandde op circa plaats 30 van de Nederlandse Top 40 en de Nationale Hitparade.
In 1990 bereikten Grant & Forsyth plaats 32 in de Nederlandse Top 40 met hun versie van het nummer.